# Fluidmanagement
Unter Fluidmanagement versteht man die Gesamtheit von Leistungen rund um flüssige Arbeitsmedien. Dazu gehören Analysieren (Monitoring) und Konditionieren (Conditioning) von Betriebsmedien, aber auch Verbrauchsaufzeichnung und -auswertung. Der Begriff bezieht sich besonders auf:
- Hydrauliköle von Arbeitsmaschinen
- Kühlschmierstoffe

Es umfasst bei Kühlschmiermittel beispielsweise Tätigkeiten wie:
- prüfen des Füllstandes und nachfüllen
- leeren, reinigen, spülen des Systems, Neuansatz des Kühlschmiermittels und Neubefüllen des Systems
- Analysieren des Mediums mit chemischen und physikalischen Methoden (Wassergehalt, Messung der Konzentration mit einem Refraktometer, Bestimmung der Nitritkonzentration (zum Beispiel mittels Teststreifen), pH-Wert oder Leitwert, Bestimmung der mikrobiellen Belastung durch Anlegen von Kulturen etc.)

- Wiederherstellen der Soll-Konzentration
- Pflege mit mechanischen Mitteln (Zentrifugen, Filtration, Skimmer) und chemischen Zusätzen (Biozide, Stellmittel, andere Additive)
- Verbrauchsaufzeichnung und -abrechnung
- andere Dienstleistungen rund um KSS, wie Anwendungsberatung, Erstellen von Dokumentationen (Schmierpläne, Betriebsanweisungen etc.)